# Park Sung-Keun
Park Sung-Keun es un deportista surcoreano que compitió en judo.
Ganó dos medallas en los Juegos Asiáticos ,en los años 1998 y 2002, y cuatro medallas en el Campeonato Asiático de Judo entre los años 1997 y 2001.

## Palmarés internacional
| Juegos Asiáticos    | Juegos Asiáticos      | Juegos Asiáticos  | Juegos Asiáticos |
| Año                 | Lugar                 | Medalla           | Categoría        |
| ------------------- | --------------------- | ----------------- | ---------------- |
| 1998                | Bangkok (Tailandia)   | Medalla de bronce | –100 kg          |
| 2002                | Busan (Corea del Sur) | Medalla de bronce | –90 kg           |
| Campeonato Asiático |                       |                   |                  |
| Año                 | Lugar                 | Medalla           | Categoría        |
| 1997                | Manila (Filipinas)    | Medalla de plata  | –95 kg           |
| 1997                | Manila (Filipinas)    | Medalla de plata  | Abierta          |
| 2000                | Osaka (Japón)         | Medalla de oro    | –100 kg          |
| 2001                | Ulán Bator (Mongolia) | Medalla de oro    | –90 kg           |